# انتخابات مجلس افغانستان (۱۳۸۴)
انتخابات مجلس نمایندگان افغانستان (۱۳۸۴) در تاریخ ۲۷ سنبله/شهریور ۱۳۸۴ برگزار شد. نتایج اولیه این انتخابات در ۱۷ میزان/مهر و پس از بررسی شکایات نتایج نهایی ۲۱ عقرب/آبان اعلام شد.

## نتایج
جنگ سالاران و هواداران آنان توانستند اکثریت کرسی‌ها را در دو مجلس، مجلس نمایندگان و شورای ولایتی که اعضای مجلس سنا را انتخاب می‌کنند به‌دست آورند. زنان توانستند که ۲۸ کرسی در پارلمان دست یابند، شش کرسی بیشتر از ۲۵٪ که در قانون اساسی جمهوری اسلامی افغانستان تضمین شده بود.
| کاندیدا | کرسی |
| ------- | ---- |
| بی‌طرف   | ۲۴۹  |
| کل      | ۲۴۹  |

### نتایج حزبی
تنها تعداد اندکی از کاندیداها از تیکت یک حزب در این انتخابات حضور یافتند، درحالی‌که شماری از کاندیداها به راحتی به احزاب خاص مرتبط بودند. جدول زیر ارزیابی دقیقی NDI از قدرت احزاب رسمی در این انتخابات است. با توجه به ماهیت اغلب نامشخص احزاب سیاسی در افغانستان، ارقام داده شده دقیق نیستند، و طرفداران احزاب غیررسمی را شامل نمی‌شود. بلکه کاندیداهایی که به وضوح وفاداری خود را به حزبی اعلام کرده‌اند، محدود است.
| حزب                                      | حزب                            | رهبر                | کرسی      |
|                                          | جنبش ملی اسلامی افغانستان      | عبدالرشید دوستم     | ۳۳ از ۲۴۹ |
|                                          | جمعیت اسلامی افغانستان         | برهان‌الدین ربانی    | ۲۲ از ۲۴۹ |
|                                          | حزب افغانستان نوین             | یونس قانونی         | ۱۳ از ۲۴۹ |
|                                          | حزب اقتدار ملی افغانستان       | سید علی کاظمی       | ۱۲ از ۲۴۹ |
|                                          | حزب اسلامی (ارغندیوال)         | عبدالهادی ارغندیوال | ۱۲ از ۲۴۹ |
|                                          | تنظیم دعوت اسلامی افغانستان    | رسول سیاف           | ۹ از ۲۴۹  |
|                                          | حزب وحدت اسلامی مردم افغانستان | محمد محقق           | ۹ از ۲۴۹  |
|                                          | حزب متحد ملی افغانستان         | نورالحق علومی       | ۸ از ۲۴۹  |
|                                          | حزب سوسیال دموکرات افغانستان   | انور الحق احدی      | ۸ از ۲۴۹  |
|                                          | حزب وحدت اسلامی افغانستان      | کریم خلیلی          | ۳ از ۲۴۹  |
|                                          | حزب محاذ ملی اسلامی افغانستان  | اسحاق گیلانی        | ۳ از ۲۴۹  |
|                                          | حرکت اسلامی افغانستان          | سید حسین انوری      | ۳ از ۲۴۹  |
|                                          | حزب نهضت همبستگی ملی افغانستان | اسحاق گیلانی        | ۳ از ۲۴۹  |
|                                          | حزب انسجام ملی افغانستان       | منصور نادری         | ۱ از ۲۴۹  |
|                                          | حزب جمهوری خواهان افغانستان    | صبغت الله سنجر      | ۰ از ۲۴۹  |
| منبع: National Democracy Institute, p.30 |                                |                     |           |

## مشارکت
مشارکت مردم در این انتخابات حدود ۵۰٪ تخمین زده شده‌است که به‌طور قابل توجهی پایین‌تر از انتخابات سال قبل ریاست‌جمهوری افغانستان بود.
بالاترین میزان مشارکت در ولایت‌های پرجمعیت شمالی که شامل ترکمن‌ها، ازبک‌ها و تاجیک‌ها بود - به‌طور کلی بالای ۶۰٪ - و ۵۰٪ در مناطق پشتون‌ها در جنوب شرقی که طالبان در آنجا قوی‌تر بودند. در کابل میزان مشارکت فقط حدود ۳۴٪ بود.

## بی نظمی در رأی دهی
در سال ۲۰۰۹ سفیر آمریکا در افغانستان رونالد نایمن یادآور شد که در انتخابات جوهری که برای جلوگیری از تقلب و دوباره رای دادن افراد، مورد استفاده قرار گرفته بود، قابل شستشو بوده‌است. همین مشکل در انتخابات ۲۰۰۴ نیز رخ‌داده بود و در انتخابات ۲۰۰۹ نیز تکرار شد.

## سیستم انتخابات

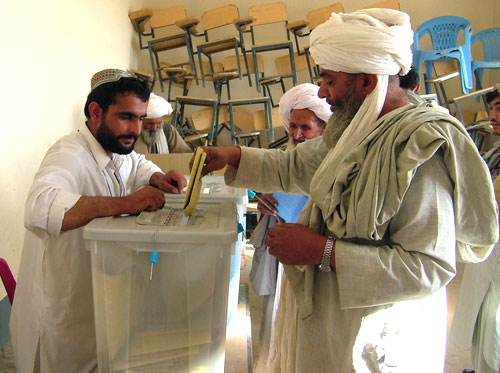
یک مرد افغانستان در حال رای دهی در لشکرگاه، مرکز ولایت ولایت هلمند.

تقریباً دوازده میلیون نفر واجد شرایط رأی دهی برای انتخابات اعضای ۲۴۹ کرسی پارلمان و ۳۴ شورای ولایتی افغانستان بودند. ۲٬۷۰۷ نامزد پارلمانی که شامل ۳۲۸ زن و ۲٬۳۷۹ مرد، همه مستقل بودند. احزاب توسط قانون به رسمیت شناخته نشده و لیستی موجود نمی‌باشد. این موضوع مورد انتقاد بود: افراد نسبتاً ناشناخته می‌توانستند به عنوان نامزدهای بسیار محبوب جای بگیرند. همچنین این امر باعث شد که مردم تصمیم بگیرند به چه کسانی رأی دهند، حتی اگر برخی نامزدها عضو یا از لحاظ مالی مورد حمایت یک حزب سیاسی باشند.
جای دیگر مورد نقد، استفاده از تک‌رأی انتقال‌ناپذیر در حوزه‌های چند نفره است، به‌خصوص در نبود لیست‌های حزبی. به عبارت دیگر از هر ولایت تعدادی از کاندیداها انتخاب می‌شود، اما هر رای‌دهنده می‌تواند تنها به یک نامزد رای دهد. این امر ریسک تقلب کردن رای را به نقطه‌ای می‌رساند که کاندیدان را می‌توان تقریباً به صورت تصادفی انتخاب کرد. بازده‌های اولیه این بیم را تأیید می‌کند. برای مثال در ولایت فراه، یکی از اولین ولایات که نتایج اولیه را اعلام کرد نتایج، ۴۵ کاندید برای ۵ کرسی پارلمان رقابت می‌کردند. هیچ‌کدام از کاندیداها نتوانستند که بیشتر از ۱۱٪ آرا را کسب کنند و چهار نفر از پنج نفر راه یافته به پارلمان کمتر از ۸٪ آراء را کسب کرده بودند. در کابل که ۳۳ کرسی در پارلمان سهمیه دارد، اکثر کاندیداهای انتخاب شده تنها کمتر از ۱٪ آراء را کسب کردند، درحالی‌که بیش از ۳۰٪ آراء به حساب سه کاندید ریخته شده بود، کاندیدای پیشتاز ۲۵ برابر، رای بیشتر از کاندید منتخبی است که کمترین آراء را به‌دست آورده، و چندین کاندید انتخاب شده کمتر از ۲۰۰۰ رای کسب کرده‌اند. این باعث ایجاد تشکیل مجلس نمایندگانی می‌شود که اکثر اعضاء آن مشروعیت زیادی ندارند. 
  از آنجایی که درصد قابل توجهی از مردم افغانستان قادر به خواندن و نوشتن نیستند، تمامی نامزدها یک نماد نیز داشتند و در لیست انتخابات نیز بود، نمادها شامل خودرو، انواع گل‌ها می‌شد. ۴۵ تن از کاندیداها به‌دلیل ارتباط با گروه‌های مسلح و استعفا ندادن از سمت دولتی خود از لیست کاندیداها تایید شده برای انتخابات رد شدند. 
مردم در انتخابات به افراد ولایت خود رای می‌دادند، هر استان به نسبت جمعیت خود، سهمیه کرسی در پارلمان داشت. بیشترین سهمیه به ولایت کابل با ۳۳ سهمیه و کمترین مربوط به ولایات پنجشیر و نورستان با ۲ کرسی بود.